# Frederico Paredes

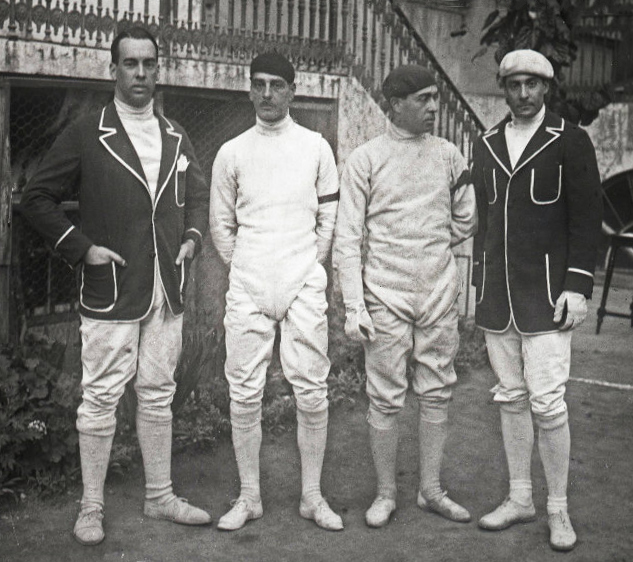
Frederico Paredes (2.v.l.) mit seinen Mannschaftskollegen bei den Olympischen Sommerspielen 1928

Frederico Paredes (* 31. Januar 1889 in Lissabon; † 4. November 1972) war ein portugiesischer Fechter.
Paredes war zwischen 1920 und 1928 dreimaliger Teilnehmer an Olympischen Spielen. 1928 gewann er bei den Sommerspielen in Amsterdam gemeinsam mit Mário de Noronha, Paulo d’Eça Leal, Jorge de Paiva, João Sassetti und Henrique da Silveira die Bronzemedaille im Mannschaftswettbewerb mit dem Degen.